# Дьяконов, Владимир Григорьевич
Владимир Григорьевич Дьяконов  (12 апреля 1897, с. Волынка,  Черниговская губерния, Российская империя — 30 января 1969, Москва,  СССР) —  советский военный деятель, генерал-майор артиллерии (04.06.1940), действительный член Академии артиллерийских наук (20.09.1946), доктор военных наук (1943), профессор (1943).

## Биография
Родился 12 апреля 1897 года в селе Волынка, ныне Сосницкого района Черниговской области, Украина. С августа 1908 года — учащийся кадетского корпуса в Ташкенте. На военной службе с июля 1914 года: юнкер Михайловского артиллерийского училища. С мая 1915 года — младший офицер батареи 6-го стрелкового артиллерийского дивизиона Юго-Западного фронта, город Слуцк, Галиция. С октября 1915 года — младший офицер батареи 2-го дивизиона 2-й стрелковой артиллерийской бригады Юго-Западного фронта, Галиция — Волынь. С октября 1916 года — старший офицер батареи 1-го дивизиона 2-й стрелковой артиллерийской бригады Румынского фронта. С декабря 1917 года — выборный командир батареи 1-го дивизиона 2-й стрелковой артиллерийской бригады Румынского фронта. За боевые отличия награждён орденами Святой Анны 3-й ст. с мечами и бантом, Святого Станислава 3-й ст. с мечами и бантом, Святой Анны 4-й ст. с надписью «За храбрость», Святого Владимира 4-й степени. Последний чин в российской армии — штабс-капитан. В феврале 1918 года демобилизован из армии и уехал домой в Самарканд. С марта 1918 года — чертежник Самаркандской Военно-инженерной дистанции.
В Красной армии с мая 1918 года: инструктор Самаркандской крепостной артиллерийской роты Туркестанского фронта. С октября 1918 года — начальник Самаркандского областного отдела военных заготовок Туркестанского фронта. С мая 1920 года — помощник командира батареи, с декабря 1920 года — командир батареи конно-горного дивизиона 1-й Туркестанской кавалерийской дивизии Туркестанского фронта. С ноября 1921 года — командир отдельной конно-горной батареи 1-й кавалерийской бригады Туркестанского фронта. Участник боевых действиях во время Гражданской войны с августа 1920 года по декабрь 1922 года на Туркестанском фронте.
В феврале-сентябре 1923 года — помощник начальника артиллерии 13-го стрелкового корпуса Туркестанского фронта. С сентября 1923 года — начальник артиллерии 1-й Туркестанской стрелковой дивизии Туркестанского фронта. С октября 1924 года — слушатель Артиллерийской академии РККА. С апреля 1929 года — руководитель артиллерийских курсов усовершенствования командного состава. С января 1930 года — член Артиллерийского стрелкового комитета РККА. В сентябре 1931 года — июне 1939 года — заместитель председателя Артиллерийского стрелкового комитета РККА. По совместительству вел преподавательскую работу: в июле 1931 года — декабре 1932 года — в Артиллерийской академии и в сентябре 1930 года — мае 1937 года — на Артиллерийских курсах усовершенствования командного состава. В августе 1937 года — феврале 1938 года находился в командировке во Франции (113-й артиллерийский полк в городе Ним и Артиллерийская школа в городе Пуатье) с целью изучения французской артиллерии.
С июня 1939 года — старший преподаватель, с января 1941 года — заместитель начальника, в мае 1941 года — октябре 1942 года — начальник кафедры стрельбы наземной артиллерии Артиллерийской академии РККА им. Ф. Э. Дзержинского. Одновременно с июля 1941 года — временно исполняющий должность начальника командного факультета наземной артиллерии академии. С октября 1945 года — начальник командного факультета наземной артиллерии, в декабре 1945 года — декабре 1950 года — начальник баллистического факультета Артиллерийской академии им. Ф. Э. Дзержинского. С января 1947 года по июль 1948 года — исполняющий должность заместителя начальника Артиллерийской академии им. Ф. Э. Дзержинского по научной и учебной работе. С декабря 1950 года — член Президиума Академии артиллерийских наук и одновременно исполняющий обязанности академика-секретаря 2-го отделения ААН. С июля 1953 года — начальник кафедры стрельбы Военной артиллерийской инженерной академии им. Ф. Э. Дзержинского. С 30 марта 1954 года генерал-майор артиллерии Дьяконов — в отставке.
Крупнейший специалист в области теории и практики стрельбы артиллерии. Ученик профессора П. А. Гельвиха. Не только сделал теорию стрельбы доступной для широких кругов молодых артиллеристов, но и значительно развил ее в ряде существенных вопросов, таких, как стрельба по ненаблюдаемым целям, в частности, по батареям противника, действие осколочных снарядов у цели, стрельба на поражение, пристрелка по измеренным отклонениям и переносы огня на топографической основе. Во время работы в Артиллерийском стрелковом комитете руководил рядом опытных стрельб и составлением правил стрельбы 1931,1934 и 1939 гг. (ПС-31, ПС-34, ПС-39), с которыми наша артиллерия вступила в войну. В эти годы большую известность приобрели учебники В. Г. Дьяконова для нормальных артиллерийских училищ: «Учебник по стрельбе артиллерии» и «Стрельба по измеренным отклонениям». Трудно было найти артиллерийского офицера предвоенных лет, который не знал бы учебников В. Г. Дьяконова. 

Ему, автору капитального трехтомного труда «Теория артиллерийского огня», поклоняются артиллеристы. <…> Какой же из меня командир дивизиона, как я буду управлять сосредоточенным огнем батарей, если не могу вычислить выстрел «по Дьяконову», не умею дать точного «дьяконовского» залпа?— Александр Бек. Волоколамское шоссе
Провел знаменитые опыты по выяснению осколочного действия гранат, участвовал в испытаниях многих артиллерийских систем. Диссертацию на соискание ученой степени доктора военных наук защитил на тему: «Стрельба на уничтожение и подавление батарей». Является автором более 30 научных работ в области теории артиллерийской стрельбы, ряд из них является учебниками и наставлениями, принятыми в Красной армии.
Умер 30 января 1969 года. Похоронен в Москве на Химкинском кладбище.

## Награды
- орден Ленина (21.02.1945)[5][6]
- три ордена Красного Знамени (1925[7], 03.11.1944[6][8], 20.06.1949[6][9])
- орден Отечественной войны I степени (17.11.1945)[10]
- два ордена Красной Звезды (16.08.1936[7],  28.10.1967[11])
- орден Красной Звезды Бухарской Народной Республики I степени[3].  
  - медали в том числе:
  - «XX лет Рабоче-Крестьянской Красной Армии» (1938)[7]
  - «За оборону Москвы» (1944)[7]
  - «За победу над Германией в Великой Отечественной войне 1941—1945 гг.» (1945)[7]

## Труды
- Курс артиллерии. М.: Оборонгиз, 1930. Кн. 9;
- Курс стрельбы войсковой артиллерии. М.: Госвоениздат, 1931. 218 с.;
- Методы стрельбы артиллерии. М.: Госвоениздат, 1931.98 с.;
- Курс стрельбы войсковой артиллерии. Л.: Арт. академия, 1933;
- Стрелково-артиллерийский задачник. М.: Воениздат, 1934. 144 с. (редактор);
- Учебник по стрельбе артиллерии. Изд. 2-е. М., 1936;
- Учебник по стрельбе артиллерии. Изд. 3-е. М.: Арт. академия, 1938;
- Учебник по стрельбе артиллерии. Ч. 1. Первый год обучения. Курс артиллерийских училищ РККА. Изд. 3-е. М.: Воениздат, 1938. 160 с.;
- Теория стрельбы наземной артиллерии. М.: Арт. академия, 1940. Ч. 2. 241 с. (соавтор Блинов Г. И.);
- Стрельба с передового наблюдательного пункта. Самарканд: Арт. академия, 1942;
- Управление огнем дивизиона. Б.м., Арт. академия, 1943. 159 с.;
- Курс артиллерии. Кн. 10. Стрельба. М.: Воениздат, 1947. 168 с.;
- Теория стрельбы наземной артиллерии. Ч. 2. Изд. 2-е, доп. и перераб. М.: Воениздат, 1948. 296 с.;
- Курс артиллерии. Кн. 9. Стрельба по наблюдению знаков разрывов. М.: Воениздат, 1949. 176 с.;
- Пристрелка по измеренным отклонениям способом «квадратной отсечки» // Артиллерийский журнал. 1932. № 3;
- Стрельба с большим смещением // Артиллерийский журнал. 1933. № 4-5. С. 18-21;
- Стрельба при наблюдении с аэростата // Артиллерийский журнал. 1933. № 6. С. 18-20;
- Пристрелка с самолета // Артиллерийский журнал. 1933. № 10. С. 22-26 (соавтор Верцинский П. Ц.);
- График на двух разрывах // Артиллерийский журнал. 1934. № 9. С. 8-9;
- О точности переноса огня // Артиллерийский журнал. 1940. № 7. С. 22-30;
- О методике проведения зачетных боевых стрельб // Артиллерийский журнал. 1945. № 10. С. 12-16;
- Развитие методов стрельбы советской наземной артиллерии (краткий очерк) // Артиллерийский журнал. 1947. № 8. С. 48-53;
- Подготовка исходных данных для стрельбы на поражение в наступательной операции // Известия ААН. 1948. Выпуск 1;
- О некоторых вопросах теории стрельбы// Артиллерийский журнал. 1950. № 5. С. 15-21;
- Конно-горная батарея в боях в Восточной Бухаре//Артиллерийский журнал. 1958. № 2. С. 17-19;
- Карманный секстан // Морской флот. 1959. № 1. С. 44-45;
- О повышении точности измерения высот светила в море // Морской флот. 1960. № 4. С. 10-11;
- Основные этапы развития методов стрельбы советской наземной артиллерии / Советская артиллерия;
- Сб. статей. М.: ААН, 1950. С. 211-221.